# Nothomiza oxygoniodes
Nothomiza oxygoniodes là một loài bướm đêm trong họ Geometridae.